# SASER
SASER – urządzenie emitujące intensywny strumień fal dźwiękowych o cechach podobnych do światła emitowanego przez laser i działające na podobnej zasadzie. Nazwa SASER jest akronimem od Sound Amplification by Stimulated Emission of Radiation – wzmocnienie dźwięku przez wymuszoną emisję promieniowania. Pierwsze eksperymentalne urządzenie pracujące w zakresie GHz powstało w 2009 roku w wyniku współpracy naukowców z University of Nottingham i ukraińskiego Instytutu Fizyki Półprzewodników Wadima Laszkariewa.

## Zasada działania

Prosta demonstracja struktury supersieci wykorzystywanej do wzmacniania fal dźwiękowych w Saserze

Saser jest w stanie wytworzyć spójną, skoncentrowaną wiązkę ultradźwięków, przy użyciu metody zbliżonej do wykorzystywanej w laserach.
W urządzeniu tym używa się struktury materiałowej do uzyskania strumienia fononów. Fonony przechodzą przez „superkratownicę” składającą się cienkich warstw dwóch półprzewodników, arsenku galu i arsenku glinu, pełniącą rolę ośrodka laserującego (patrz laser na swobodnych elektronach. Fonony, pobudzone przez źródło energii, odbijają się między warstwami półprzewodników, która ukierunkowuje je, pojawia się ich coraz więcej, aż w końcu wydostają się z kratownicy tworząc strumień o bardzo wysokiej częstotliwości.
Modyfikując budowę kratownicy możliwe jest uzyskanie strumieni o różnych właściwościach. Tym samym przystosowując saser do różnych zadań.
Możliwe zastosowania;
- sonogram, czyli urządzenia do wykrywania defektów w miniaturowych układach elektronicznych,
- obrazowanie medyczne,
- skaner bezpieczeństwa na lotnisku.

Intensywne fale dźwiękowe mogą zmieniać elektroniczne właściwości nanostruktur. Co za tym idzie SASER może zostać użyty jako terahercowy zegar w niezwykle szybkich układach scalonych.